# Kenda
Kenda là một thị trấn thống kê (census town) của quận Barddhaman thuộc bang Tây Bengal, Ấn Độ.

## Địa lý
Kenda có vị trí 23°12′B 86°32′Đ / 23,2°B 86,53°Đ Nó có độ cao trung bình là 229 mét (751 feet).

## Nhân khẩu
Theo điều tra dân số năm 2001 của Ấn Độ, Kenda có dân số 14.517 người. Phái nam chiếm 55% tổng số dân và phái nữ chiếm 45%. Kenda có tỷ lệ 62% biết đọc biết viết, cao hơn tỷ lệ trung bình toàn quốc là 59,5%: tỷ lệ cho phái nam là 71%, và tỷ lệ cho phái nữ là 51%. Tại Kenda, 13% dân số nhỏ hơn 6 tuổi.